# Tux

O pinguim Tux é a mascote oficial do sistema operativo Linux e foi desenhada por Larry Ewing em 1996.

O Tux é a mascote oficial do kernel Linux. Criado por Larry Ewing em 1996, é um pinguim gorducho que tem um ar satisfeito e saciado. A ideia da mascote do Linux ser um pinguim veio do próprio Linus Torvalds, criador do núcleo Linux.
É, por vezes, alegado que o nome deriva de Torvalds UniX, um nome sugerido por James Hughes, em vez da explicação que os pinguins aparentam vestir um smoking.
O Tux foi criado para um concurso de logotipos para Linux. O logotipo vencedor foi criado por Larry Ewing usando o GIMP (software de edição gráfica do GNU) e foi lançado por ele sob as seguintes condições:
A autorização para o uso e/ou modificação desta imagem é concedida desde que me reconheça lewis@isc.tamu.edu e o GIMP, caso alguém pergunte 
Segundo Jeff Ayers, Linus Torvalds tinha uma "fixação por aves marinhas gordas e desprovidas da capacidade de voo!" e o Torvalds reivindica que contraiu uma "penguinite" após ter sido gentilmente mordiscado por um pinguim: "A penguinitie faz com que passemos as noites acordados só a pensar em pinguins e a sentir um grande amor por eles." A suposta doença de Torvalds é, pois claro, uma piada, mas ele foi mesmo mordido por um pequeno pinguim numa visita a Canberra.
O Tux tornou-se num ícone para a comunidade Linux e Open Source, com um grupo de utilizadores de linux britânico adotando um pinguim no Jardim Zoológico de Bristol. Ele é muito mais famoso que o seu grande amigo, GNU, um pacífico e tímido gnu que representa o Projecto GNU.
Ele é frequentemente vestido ou retratado de maneiras diferentes, dependendo do contexto; por exemplo, quando representando o algoritmo de segurança PaX, ele usa um capacete e enverga um machado e um escudo, e os seus olhos são vermelhos.
O Tux é a estrela de um jogo para Linux chamado Tux Racer, em que o jogador guia o Tux abaixo duma variedade de montes gelados na sua barriga, tentando apanhar arenques e a bater o limite de tempo. Tux é também uma personagem do webcomics, User Friendly.
Em algumas distribuições de Linux, caso o suporte a framebuffer esteja ativado, o Tux saúda o utilizador durante o processo de boot. Em sistemas com múltiplos processadores são exibidos vários Tuxes, sendo um para cada processador.
Tux aparece também nos textos de Éder Luiz sendo um super herói nos textos Tux e a equipe fedora. Também é o nome do servidor web baseado no núcleo Linux, que é capaz de servir páginas de web estáticas muito mais rapidamente que servidores tradicionais, tais como o servidor Apache HTTP, software esse mantido pela Red Hat.
Ainda, GNU/Linux é um sistema operacional/operativo baseado no GNU com Kernel Linux.

## História

### Origens

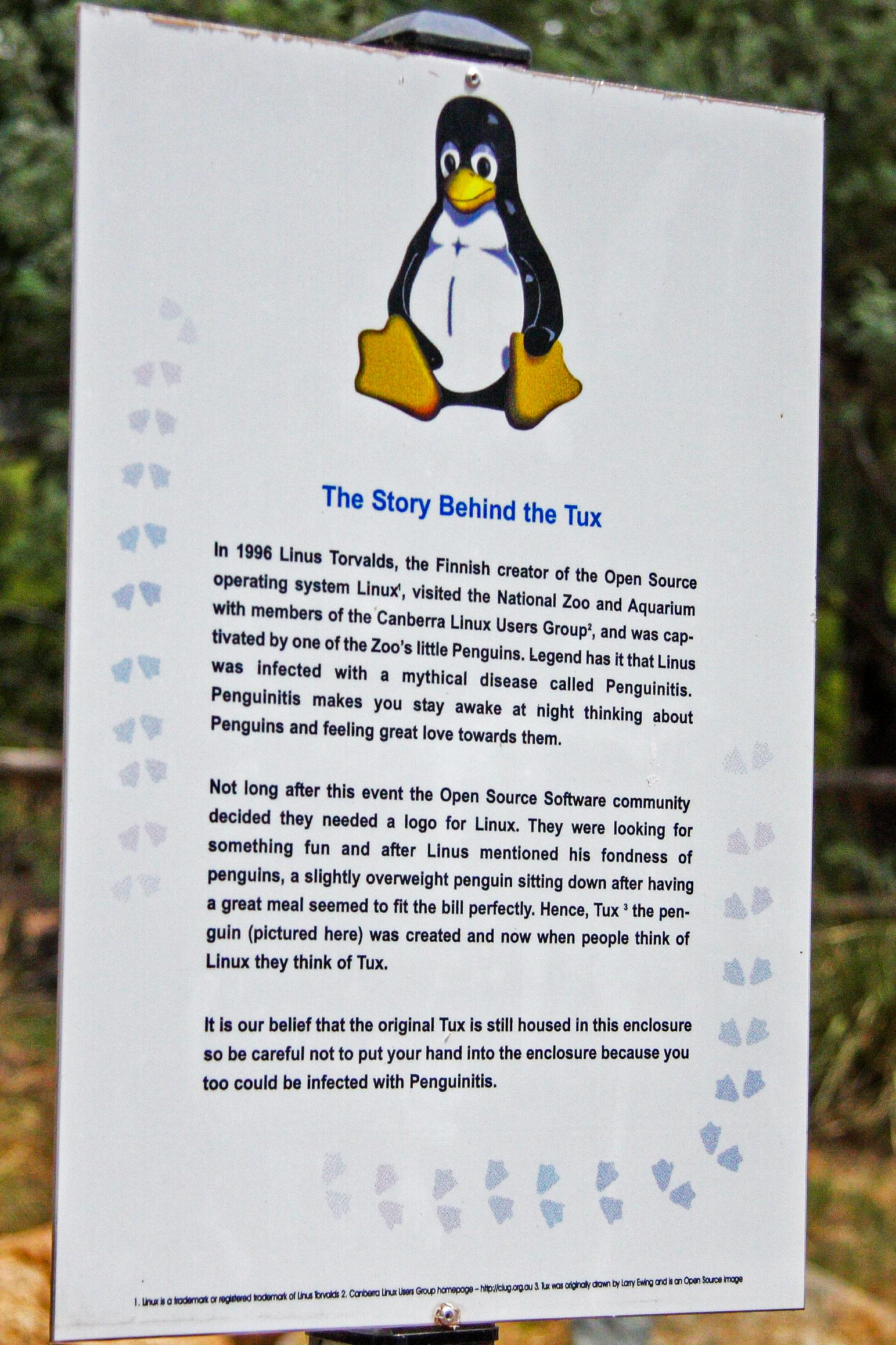
A história sobre Tux, Canberra Zoo

O conceito de um mascote para o Linux como sendo um pinguim vem de Linus Torvalds, o criador do Linux. Tux foi criado por Larry Ewing em 1996 depois de uma sugestão inicial de  Alan Cox e complementarmente refinado por Linus Torvalds na Lista de discussão do núcleo Linux.
Nessa época, muitos integrantes estavam discutindo sobre a criação de uma imagem que representasse o Linux, como uma espécie de mascote. Muitas das sugestões eram equivalentes ao logotipo do Windows, fato que não agradava aos integrantes do grupo, outras eram monstros ou animais agressivos. Linus Torvalds  resolveu participar desse empasse, afirmou em uma mensagem que gostava muito de pinguins, visto que certo dia  em um zoológico fora surpreendido moradia dos pinguins. Isso foi o suficiente para dar fim à discussão, visto que era o principal criador do projeto. A partir desse momento, foi criado um modelo de concurso para que a imagem de um pinguim servisse aos propósitos do Linux, até que Larry Ewing sugeriu a figura de um "pinguim sustentando o mundo".
Em resposta, Linus Torvalds  sugeriu que o mascote tivesse uma imagem simples: um pinguim que fosse "gordinho" e com expressão de satisfeito, como se tivesse acabado de comer uma porção de peixes. Ele não achava chamativo a ideia de algo agressivo, mas sim um pinguim simpático, do tipo em que as crianças perguntem: "Mamãe, posso ter um desses também?". Torvalds frisou que trabalhando dessa forma, as pessoas poderiam criar várias modificações desse pinguim. Isso realmente aconteceu.
Quando questionado sobre o por quê de pinguins, Linus Torvalds respondeu que não havia uma razão em especial, mas os achava engraçados e até citou que foi bicado por um "pinguim assassino" na Austrália e ficou impressionado como a bicada de um animal aparentemente tão inofensivo, podia ser tão dolorosa. 

### Nome Tux
Essa é uma questão que gera contestações, mas a versão considerável é a de que o nome Tux veio de "tuxedo", palavra em inglês para um tipo de roupa que no Brasil é conhecido como "smoking" ou "fraque". Isso porque as cores dos pinguins lembram um ser usando esse tipo de vestimenta. No entanto, há quem afirme que o nome Tux também é usado como referência ao nome de Linus Torvalds com Unix: Torvalds UniX. Na escolha de nomes, houve outras sugestões, como Homer, em referência ao personagem Homer Simpsons da série de desenho animado The Simpsons. Essa sugestão foi dada pelo fato do Tux ser semelhante ao personagem em questão, por ser gordinho e estar com expressão de satisfeito.

## Tributos ao Tux
- O pinguim Tux é uma personagem no popular webcomic Ctrl Alt Del. Ted, sendo o animal de estimação do único guru de Linux na tira, é claramente um tributo ao Tux.

## Alguns programas do Tux

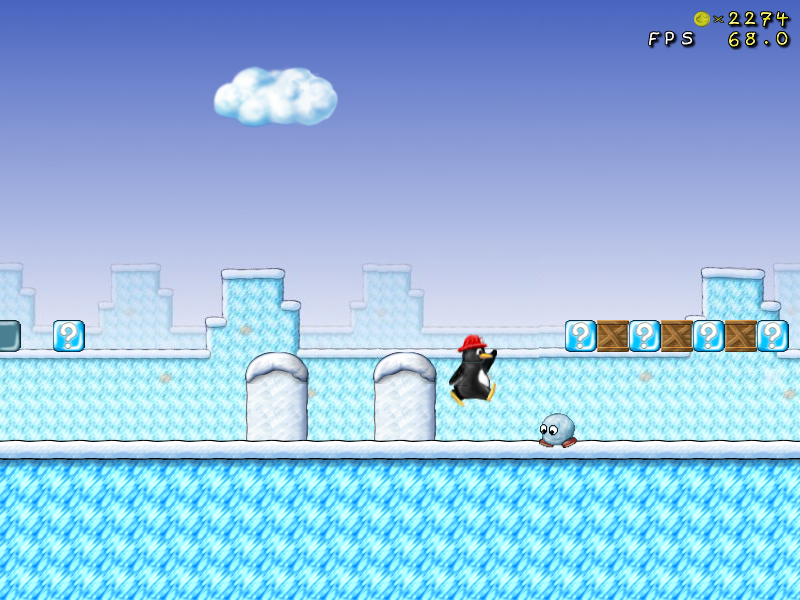
Imagem do game Super Tux.

- Super Tux Milestone 1 (0.1.2) 2003
- Tux Walk 1.0 2004
- Tux Racer 2002
- Super Tux Milestone 2 (1.234) 2005
- Tux Paint
- TuxGuitar